# Fallen Angel (pel·lícula de 1945)
Fallen Angel és una pel·lícula dels Estats Units d'Otto Preminger estrenada el 1945.

## Argument[1]
Sense diners, Eric Stanton no pot continuar el seu viatge, baixa d'un bus i va a parar a Walton, una petita ciutat de la costa californiana. Es troba en un petit cafè a la platja i coneix Pop, el propietari, Mark Judd, un vell policia novaiorquès, i Dave Atkins. Tot aquest petit món gravita al voltant de la bonica cambrera del bar, Stella. Stanton, atret, afalaga en va Stella que, cansada d'aventures sense futur, no aspira més que a casar-se. Per aconseguir diners, Stanton fa conxorxa amb un xarlatà que fa un número d'espiritisme.
Ha de fer publicitat per atreure gent a una sessió pública i decideix persuadir les dues filles de l'antic alcalde de la ciutat, June i Clara Mills, d'assistir a la representació que espera, gràcies a la seva reputació, arrossegar altres persones. És un èxit i el professor Madley li proposa seguir-lo a les seves gires, qStanton es nega esperant conquerir Stella. Però la cambrera rebutja sempre les seves insinuacions, Stanton li proposa llavors tenir paciència prometent procurar-se els diners necessaris per treure-la de la seva condició. Té en efecte el projecte de seduir la rica June Mills per arrabassar la seva fortuna. Sense gran experiència, June es deixa seduir i en menys d'una setmana, es casen. El vespre mateix, escapant-se del llit conjugal, no pot impedir trobar-se amb Stella per anunciar-li l'èxit del seu pla. Però assabentant-se del seu matrimoni, Stella el refusa sense mirament. L'endemà matí, la jove és trobada assassinada. Mark Judd, amb la seva experiència, ajuda la policia local a investigar. Procedeix a un fort interrogatori a Dave Atkins, sospitós de ser l'amant de Stella, després interroga Stanton. Aquest decideix fugir a San Francisco amb June. Es troben en un hotel lamentable i Stanton explica amb tota franquesa la vida lamentable que ha portat a la seva dona. L'endemà June és detinguda i Stanton decideix tornar a Walton, per investigar. Desemmascara Mark Judd, amant de Stella des de fa dos anys, ella l'havia rebutjat sabent-lo casat i incapaç d'obtenir el divorci.
Stanton es queda amb June enamorada sincerament d'ell.

## Repartiment
- Dana Andrews: Eric Stanton
- Alice Faye: June Mills
- Linda Darnell: Stella
- Charles Bickford: Mark Judd
- Anne Revere: Clara Mills
- Bruce Cabot: Dave Atkins
- John Carradine: Professor Madley
- Percy Kilbride: Pop
- Olin Howlin: Joe Ellis
- Wally Wales: Johnson
- Mira McKinney: Sra. Judd

I, entre els actors que no surten als crèdits :
- Dorothy Adams: Una veïna de Stella
- Jimmy Conlin: Un empleat de l'hotel a Walton
- J. Farrell MacDonald: Un guàrdia al banc

## Al voltant de la pel·lícula
- Rodatge en exteriors a Orange, Califòrnia del 1r de maig al 28 de juny de 1945.[2]

## Crítica
- «A semblança de nombroses dones fatals sortides del medi proletari, Stella és condemnada. Aquesta condemna és alhora individual i cultural en el sentit que la societat patriarcal dominant en l'època clàssica del Cinema negre reprimia les dones el comportament de les quals violava els seus principis. »[3]

## Galeria

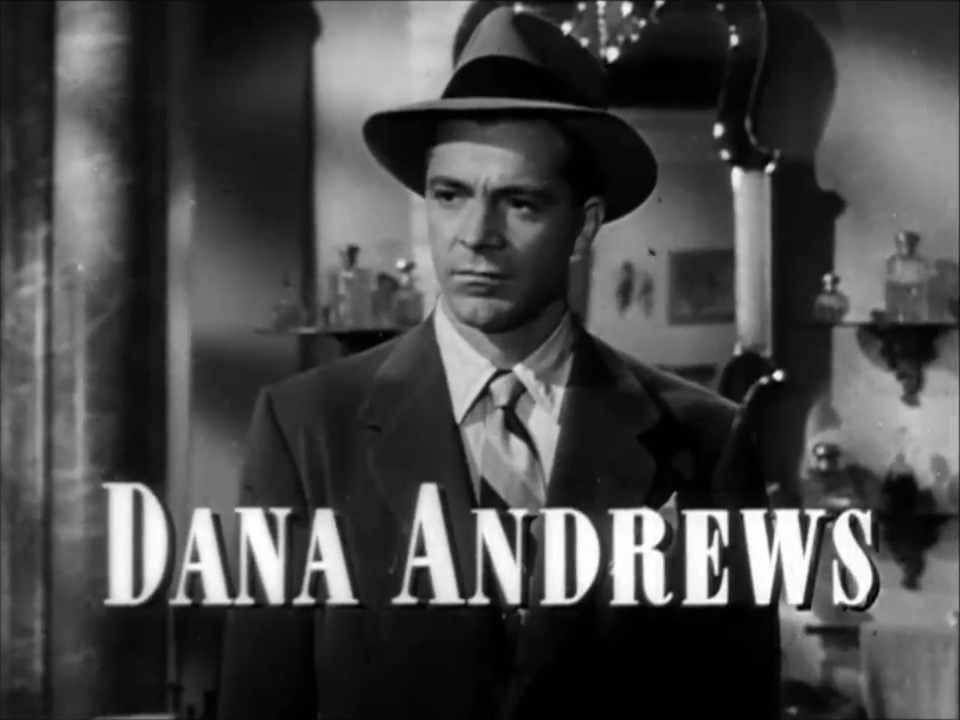
Dana Andrews, «Eric Stanton»
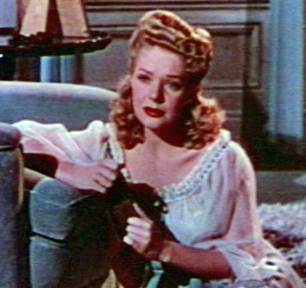
Alice Faye, «June Mills»
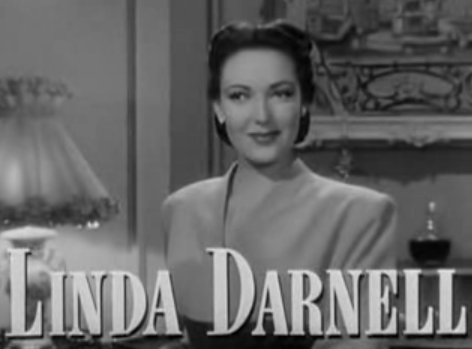
Linda Darnell, «Stella»
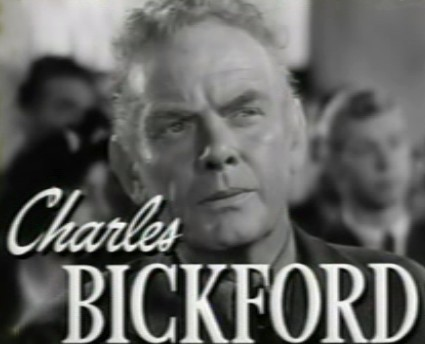
Charles Bickford, «Mark Judd»
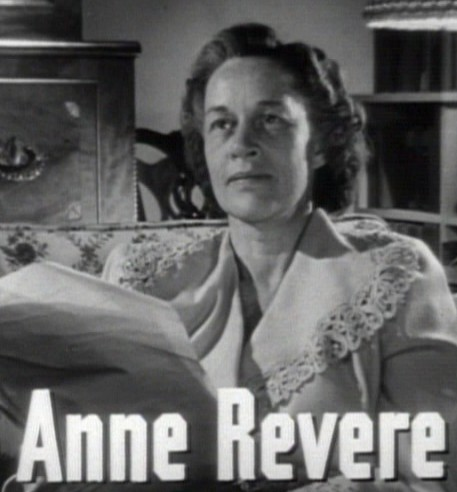
Anne Revere, «Clara Mills»
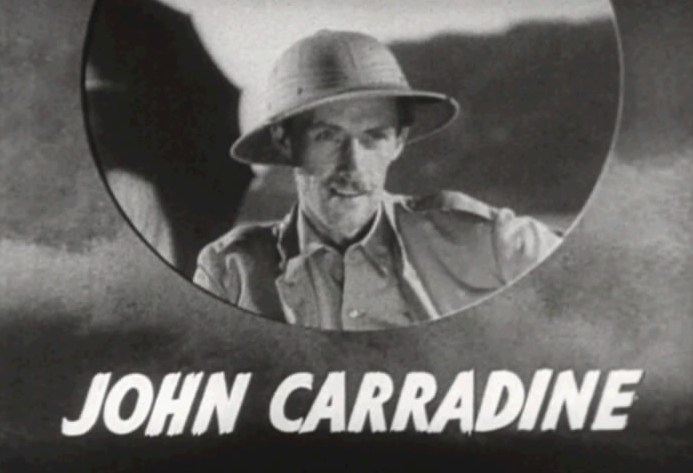
John Carradine, «professor Madley»